# Iddo Netanjahu

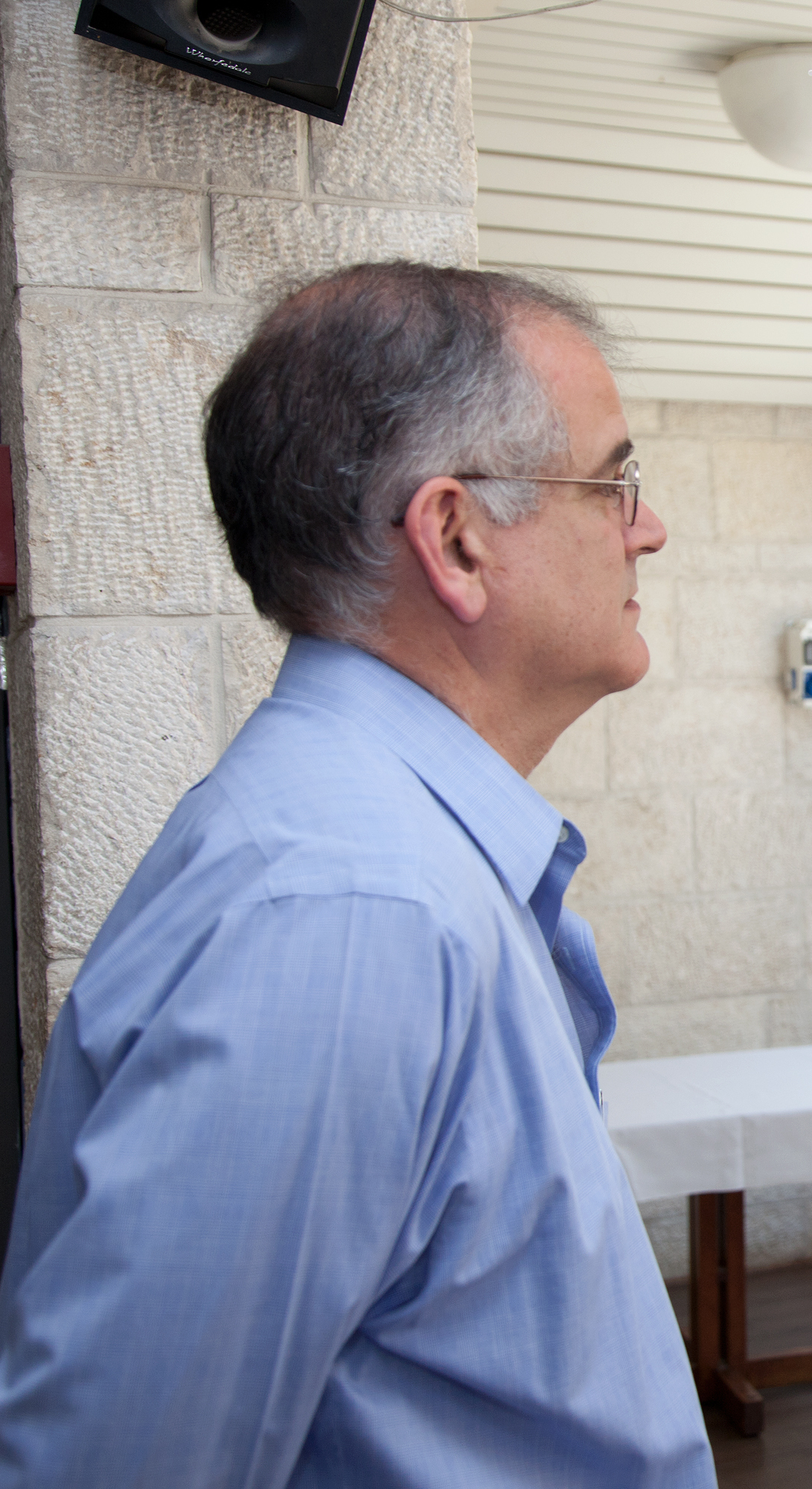
Iddo Netanjahu (2011)

Iddo Netanjahu (hebräisch עִדו נתניהו; * 1952 in Jerusalem), auch Netanyahu, ist ein israelischer Radiologe, Autor und Dramatiker. Er ist der jüngere Bruder des langjährigen Premierministers Benjamin Netanjahu und des Soldaten Jonathan Netanjahu sowie der Sohn von Benzion Netanjahu.

## Leben
Er verbrachte einen Teil seiner Kindheit in den Vereinigten Staaten. Er beendete sein Studium an der Cornell University 1973, bevor er am Jom-Kippur-Krieg teilnahm. Er diente, ebenso wie seine beiden Brüder, in der israelischen Spezialeinheit Sajeret Matkal.
Er machte seinen MD an der Hebräischen Universität Jerusalem und absolvierte danach Praktika am Universitätsklinikum der Georgetown University in Washington, D.C. und dem Mount Sinai Hospital in New York City. Er arbeitete als Radiologe am St. James Mercy Hospital in Hornell, New York, zuletzt in Teilzeit, bis er sich 2008 ganz der Schriftstellerei widmete. Schon neben seinem Studium hatte er angefangen, Bücher und Stücke zu schreiben. Sein Stück A Happy Ending wurde in Italien von der Compagnia dell'Attimo für den Europäischen Gedenktag 2008 aufgeführt. Worlds in Collision hatte 2015 in einer Produktion des Usbekischen Jugendtheaters Welturaufführung. In Interviews äußert Iddo sich gelegentlich zu politischen Fragen; er unterstützt die Strategie seines Bruders vollständig.

## Publikationen
- The Rescuers – veröffentlicht auf Hebräisch, eine Sammlung von Kurzgeschichten
- Yoni's Last Battle: The Rescue at Entebbe, 1976 (2002) – 2003 neu veröffentlicht als Entebbe: A Defining Moment On The War On Terrorism – The Jonathan Netanyahu Story, auf Hebräisch, Englisch, Italienisch und Russisch
- Itamar K. – veröffentlicht auf Hebräisch, Russisch, Italienisch und Deutsch, Novelle; ins Deutsche übertragen von Artur Abramovych, Uhingen: Gerhard Hess Verlag, 2023, ISBN 978-3-87336-811-8
- Sayeret Matkal at Entebbe: The Testimonies, Documents, Facts – Hebräisch, Miskal, Tel Aviv 2006
- A Happy Ending – Theaterstück, aufgeführt in Italien, Deutschland, Israel und den USA
- A Happy End – Taschenbuch, 31. Mai 2016, ISBN 978-1-68069-029-3
- Worlds in Collision – Theaterstück, aufgeführt in Usbekistan, Russland und Israel
- Meaning – Theaterstück